# 巴赫馬奇
巴赫馬奇（烏克蘭語：Бахмач，羅馬化：Bakhmach，發音：[ˈbɑxmɐtʃ] ⓘ）是乌克兰北部切爾尼戈夫州尼任區巴赫马奇市镇内的城市及该市镇的行政中心，2020年7月18日前为巴赫馬奇區的行政中心。該市距離州府切爾尼戈夫111公里，面積18平方公里，海拔高度144米，2022年人口数量为16,862人。